# Station Argelès-sur-Mer
Station Argelès sur Mer is een spoorwegstation in de Franse gemeente Argelès-sur-Mer.